# Новодворце
Новодворце (пол. Nowodworce) — село в Польщі, у гміні Васильків Білостоцького повіту Підляського воєводства.
Населення — 667 осіб (2011).

## Демографія
Демографічна структура станом на 31 березня 2011 року:
|          | Загалом | Допрацездатний вік | Працездатний вік | Постпрацездатний вік |
| -------- | ------- | ------------------ | ---------------- | -------------------- |
| Чоловіки | 331     | 82                 | 219              | 30                   |
| Жінки    | 336     | 74                 | 207              | 55                   |
| Разом    | 667     | 156                | 426              | 85                   |